# Norman Mineta
Norman Yoshio Mineta (n. 12 noiembrie 1931, San Jose, California, SUA – d. 3 mai 2022, Edgewater⁠(d), comitatul Anne Arundel, Maryland, SUA) a fost un politician american.
Membru al Partidului Democrat, Mineta a servit cel mai recent în cabinetul președintelui George W. Bush ca secretar al Transporturilor Statelor Unite. A fost singurul secretar de Cabinet Democrat din administrația Bush.
În perioada în care a fost secretar de transport, el a supravegheat schimbările de securitate ale companiilor aeriene, deoarece a fost responsabil în timpul atacurilor din 11 septembrie din 2001. A contribuit la crearea Administrației pentru Securitatea Transporturilor (TSA).
Pe 23 iunie 2006, Mineta și-a anunțat demisia după mai bine de cinci ani în funcția de secretar al Transporturilor, începând cu 7 iulie 2006, făcându-l cel mai longeviv secretar de transport din istoria Departamentului.
Pe 10 iulie 2006, Hill & Knowlton, o firmă de relații publice, a anunțat că Mineta i se va alătura ca partener. Pe 10 august 2010, a fost anunțat că Mineta se va alătura L&L Energy, Inc în calitate de vicepreședinte.
Mineta a fost, de asemenea, secretarul de comerț al președintelui Bill Clinton în ultimele șase luni ale mandatului său (iulie 2000 – ianuarie 2001). Mineta a petrecut aproape șase ani întregi ca membru al Cabinetului.
Mineta a murit în casa sa din Edgewater, Maryland, din cauza unei boli de inimă, pe 3 mai 2022, la vârsta de 90 de ani.